# Telenomus tetratomus
Telenomus tetratomus is een vliesvleugelig insect uit de familie van de Scelionidae. De wetenschappelijke naam van de soort is voor het eerst geldig gepubliceerd in 1861 door Thomson.